# Le Décaméron (film)
Pour les articles homonymes, voir Décaméron (homonymie).
Série Trilogie de la vie
Les Contes de Canterbury
(1972)
Série
Décaméron 2
(1972)
Pour plus de détails, voir Fiche technique et Distribution.
Le Décaméron (Il decameron) est un film franco-germano-italien de Pier Paolo Pasolini et sorti en 1971.
Le film est une adaptation de l'œuvre écrite au XIVe siècle par Boccace, le Décaméron, qui collecte, en dix jours (d'où le titre « décaméron »), une centaine d'histoires que se racontent dix jeunes florentins, sept jeunes filles et trois jeunes garçons tenus à l'écart de leur ville par une épidémie de peste.
D'après Pasolini, le Décaméron est la première partie d'une œuvre cinématographique plus vaste, la « trilogie de la vie » constituée, outre du Décaméron, des Contes de Canterbury (1972) et des Mille et Une Nuits (1974).

## Synopsis
Dix histoires de dupes du Décaméron, revues et corrigées par Pier Paolo Pasolini :  
1. Un jeune homme s'enrichit après avoir été escroqué plusieurs fois (nouvelle 5 de la IIe journée)
2. Une nonne en sermonne une autre pour un péché qu'elle a commis, mais elle succombe à son tour au même péché
3. Un prétendu sourd-muet profite de nonnes curieuses (nouvelle 1 de la IIIe journée)
4. Une femme trompe son mari dans sa propre demeure sans qu'il s’en aperçoive
5. Sur son lit de mort, Ciappelletto, séducteur impénitent leurre le prêtre et se fait canoniser (nouvelle 1 de la Ire journée)
6. Des peintres attendent l'inspiration divine
7. Une jeune fille dort sur la terrasse de sa maison pour y retrouver son amant
8. Trois frères se vengent de l'amant de leur sœur
9. Un prêtre tente d'abuser de la femme de son ami
10. Deux amis pactisent afin de découvrir ce qu'il advient après la mort

### Andreuccio de Pérouse
Le jeune Andreuccio se rend à Naples depuis la lointaine Pérouse pour acheter des chevaux. Mais il ne se rend pas compte qu'une jeune fille d'origine sicilienne l'a repéré avec son sac de pièces de monnaie et qu'elle a l'intention de les lui voler grâce à un stratagème astucieux. En effet, Andreuccio, non satisfait des marchandises vendues au marché, erre dans les rues de la ville lorsqu'il rencontre une jeune fille qui l'invite à monter chez elle. Elle lui apprend qu'elle est sa sœur illégitime, née des amours clandestines de son père avec une matrone sicilienne, et l'invite à passer la nuit chez elle. Andreuccio est ravi de l'invitation et discute avec la jeune fille, tandis qu'un jeune garçon entre dans la salle de bains et scie une poutre dans le sol pour mettre le piège en action.
En effet, le soir venu, Andreuccio a des douleurs à l'estomac et se rend aux toilettes pour faire ses besoins. Lorsqu'il pose le premier pied sur le sol, la poutre en bois cède et le jeune homme tombe dans les latrines dont il ne parvient à sortir que par miracle. Andreuccio descend par une petite fenêtre et demande à la servante de le laisser entrer, mais celle-ci le prend pour un fou. Andreuccio se rend alors compte de la supercherie et commence à crier, mais il est réduit au silence et chassé par les matrones du quartier. Sans le sou et complètement couvert d'excréments, Andreuccio ne sait pas où aller lorsqu'il aperçoit deux voyageurs et, honteux de sa situation, va se cacher à l'intérieur d'un tonneau. Les deux voyageurs s'approchent du tonneau, attirés par l'odeur nauséabonde, et découvrent le jeune homme. Les deux hommes, qui sont en fait des voleurs, proposent de les accompagner à l'église voisine où un célèbre évêque vient d'être enterré dans un tombeau, afin d'ouvrir le coffre et de voler ses vêtements et en particulier une bague de grande valeur.
Andreuccio accepte, désormais prêt à tout pour être dédommagé. Après avoir ouvert le cercueil, les voleurs font entrer Andreuccio à l'intérieur et se mettent au travail. Le garçon a pris tout ce qui avait de la valeur sur le cadavre, gardant l'anneau pour lui. Lorsque les deux voleurs lui ordonnent de leur passer l'anneau, Andreuccio répond qu'il n'y a pas d'anneau à l'intérieur, et les voleurs, agacés, l'enferment dans le cercueil de marbre. Peu après, deux autres bandits arrivent avec le sacristain pour commettre le même vol. Ils ouvrent le coffre, mais Andreuccio mord immédiatement la jambe du sacristain qui s'apprêtait à entrer. L'homme hurle de douleur et de peur, ce qui pousse les jeunes complices à s'enfuir et Andreuccio peut enfin retourner à Pérouse avec l'anneau.

### L'histoire de la religieuse à l'amant

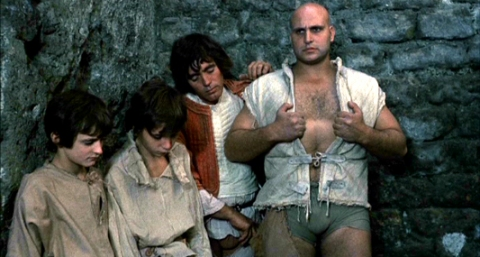
Séquence 2 : le voleur Ciappelletto fait les poches pendant qu'un vieil homme raconte une histoire de nonnes salaces

Dans la ville de Naples, un vieil homme raconte une histoire. Dans un couvent, une religieuse a des rapports sexuels avec un amant secret, mais les rencontres nocturnes sont découvertes par les autres nonnes qui se précipitent le lendemain chez la mère supérieure pour lui raconter l'événement scabreux. Cependant, contrairement à leurs attentes, la Mère est en train de faire l'amour avec le prêtre et lorsqu'elle entend frapper à la porte, dans sa hâte, elle met la culotte de l'amant au lieu de sa coiffe. C'est ainsi que la sœur, bien que punie par la mère supérieure, obtient la permission, comme toutes les autres sœurs, de recevoir son amant tous les soirs dans sa cellule.

### Masetto le maraîcher au couvent
Masetto est un maraîcher qui ne pense qu'au plaisir de faire l'amour. Impatient, il décide de se déguiser en ouvrier sourd-muet et d'entrer dans un couvent non loin du champ cultivé. Les religieuses qui le voient sont à la fois surprises et excitées car aucun homme, à l'exception du sacristain, n'a le droit d'entrer dans un couvent ; et elles commencent à formuler des pensées licencieuses. En effet, quelques jours plus tard, alors que Masetto taille un arbre, deux religieuses l'appellent, l'invitent dans une petite pièce à outils pour vivre à tour de rôle une histoire d'amour fugace, tandis que les autres observent la scène depuis les fenêtres du monastère. Elles aussi, dans leurs cellules, reçoivent le jeune homme l'une après l'autre pour avoir des rapports sexuels. La Mère Supérieure finit par céder à la tentation et fait entrer Masetto dans la cabane, mais avant le moment suprême, l'homme refuse et déclare qu'il est épuisé par tant de rapports, révélant ainsi qu'il n'est pas sourd et muet. La Mère, pour éviter que la nouvelle ne sorte du couvent, décide de déclarer le garçon miraculé et de le laisser rester au couvent pour répondre aux souhaits des religieuses.

### Peronella et la jarre
À Naples, Donna Peronella attend le retour de son mari et fait l'amour avec Giannello, un vendeur de pichets et de jarres. Son mari rentre à la maison et Peronella cache son amant dans la grande jarre du jardin. L'homme se présente à sa femme avec un marchand qui prétend avoir conclu un marché avec lui pour la vente d'une jarre pour cinq deniers. Mais Peronella, pour se débarrasser de l'acheteur, dit à son mari qu'il a déjà vendu la jarre pour 7 deniers. Le mari congédie alors le marchand et va avec Peronella dans le jardin. Giannello sort du récipient en disant que l'intérieur de la jarre est sale et qu'il faut la nettoyer, sinon le marché ne pourra pas être conclu. Aussitôt, le mari stupide de Peronella descend à l'intérieur pour la nettoyer, tandis que Giannello a une liaison avec la femme, qui se tient au bord de la jarre en regardant le travail de son mari.

### Ser Ciappelletto (ou Cepparello) de Prato
Ser Ciappelletto est déjà apparu deux fois dans le film : la première fois au début, alors qu'il s'apprête à jeter un sac contenant un cadavre du haut d'une falaise, la seconde alors qu'un vieil homme raconte à un groupe de personnes la nouvelle de Masetto : Ciappelletto proposait un rapport sexuel à un beau jeune homme en échange de l'argent qu'il venait de subtiliser à la ceinture de l'un des passants. Dans cette nouvelle, le protagoniste se rend de Prato en Allemagne pour être hébergé par deux frères napolitains usuriers. Ciappelletto a passé sa vie à tricher, à escroquer, à avoir des relations sexuelles avec des prostituées et des homosexuels, à blasphémer et à insulter l'Église. Lorsqu'il arrive en ville, il est accueilli par ses deux frères alors qu'une fête se déroule dans la prairie à l'extérieur de la ville. Ciappelletto entre dans la salle et mange avec eux jusqu'à ce qu'il se sente mal et s'effondre sur le sol.
Quelques jours passent, mais l'état de Ciappelletto s'aggrave de plus en plus, jusqu'à ce qu'il soit mourant. Les deux frères, sous les supplications de Ciappelletto, convoquent un saint frère qui peut l'absoudre de ses péchés. Le prêtre arrive à la maison et commence sa confession tandis que les deux hommes écoutent à l'extérieur de la porte, riant de la confession de Ser Ciappelletto et commentant tous ses méfaits. Le rusé Ciappelletto montre son désespoir face à ses péchés en avouant avoir craché dans l'église et insulté sa mère. Le frère, croyant se trouver face à l'homme le plus pieux qu'il ait jamais connu, décide de lui donner immédiatement l'absolution et de le faire vénérer comme un saint. Ciappelletto mourut peu après et fut transporté dans l'église principale où tous les pèlerins vinrent lui rendre hommage en touchant son corps.

### L'élève de Giotto
Toute la région parle d'un certain peintre (Pasolini) qui a fréquenté l'école du célèbre Giotto. L'homme doit se rendre à l'église Sainte-Claire de Naples pour peindre à fresque le mur de l'autel. À son arrivée, l'homme commence tous les préparatifs en installant l'échafaudage et en diluant les couleurs avec ses compagnons. Pendant qu'il commence à peindre le tableau, les autres histoires du Décaméron se poursuivent.

### Caterina de Valbona et Riccardo

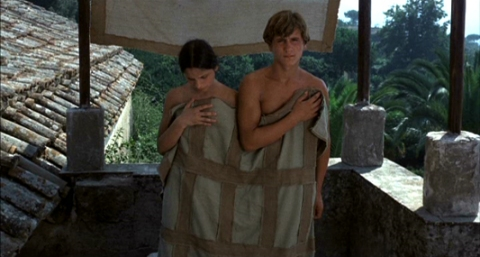
Séquence 7 : Caterina de Valbona, jeune fille dormant sur sa terrasse pour retrouver son amant.

Dans un village près de Naples, la noble Caterina aime le jeune Riccardo, mais n'ose pas le déclarer à son père. C'est pourquoi, prétextant la chaleur torride de l'été, elle dit à sa mère qu'elle veut dormir un peu sur la terrasse pour se rafraîchir. Les parents acceptent et le beau Riccardo peut donc monter cette nuit-là pour faire l'amour à Catherine. Le lendemain, très tôt, les parents de la jeune fille se réveillent et montent à l'étage pour voir comment va leur fille et la trouvent dormant nue en compagnie de Riccardo. La mère est sur le point de crier, mais son mari la rassure en lui expliquant que le jeune homme pourrait être un bon parti et qu'ils feraient mieux de les marier dès que possible. Et c'est ce qui se passe : les parents réveillent le couple et le convainquent de se marier sur-le-champ sur la terrasse, puis laissent Riccardo et Caterina se rendormir, béatement enlacés.

### Le déjeuner de l'élève
C'est ici qu'intervient un second intermède dans les récits : l'élève de Giotto est invité par les moines à manger pour se rafraîchir un peu, mais l'homme engloutit tout en quelques minutes et se remet rapidement au travail, toujours en plaisantant avec les jeunes assistants.

### Elisabetta (ou Lisabetta) de Messine et Lorenzo
Elisabetta est la sœur de trois riches marchands qui ne pensent qu'à gagner de l'argent. Mais la jeune fille est amoureuse d'un jeune serviteur, Lorenzo, avec lequel elle a des relations sexuelles passionnées. Mais les trois marchands l'apprennent et projettent de le tuer. En effet, quelques jours plus tard, les trois frères invitent Lorenzo, qui ne se doute de rien, à jouer ensemble dans le jardin voisin et le poignardent dans le dos. Ils disent ensuite à Elisabetta que son Lorenzo est parti en Sicile pour affaires et qu'il reviendra quelques semaines plus tard. Mais Lorenzo ne revient pas et Elisabetta passe des nuits entières à pleurer en appelant son nom. Une de ces nuits, le fantôme de Lorenzo lui apparaît en rêve et lui dit qu'il a été tué et que son corps a été enterré dans le jardin. Le lendemain, Elisabeth demande à ses frères la permission de partir et se rend au jardin avec un serviteur. Après avoir déterré le corps de Lorenzo, Elisabeth lui coupe la tête et l'emporte dans sa chambre, en la cachant sous un pot de basilic.

### Gemmata et la jument
Un vieux paysan retrouve son ami Gianni à Naples et tous deux décident de reprendre le chemin de la petite ville. En chemin, le paysan propose à Gianni de l'héberger, en vertu de leur amitié et surtout pour lui rendre la pareille (le paysan ayant également été l'invité de Gianni). Donna Gemmata, la femme du fermier, reçoit la visite de son époux et de Gianni qui, se présentant comme une sorte de devin, prétend qu'une femme peut être transformée en jument grâce à son sortilège et, si l'on veut, la faire redevenir comme avant. Le but de Gianni est d'avoir des rapports sexuels avec Gemmata, car elle est belle et fait l'objet de l'attention de tout le village. Le mari et la femme croient naïvement à cette magie et invitent Gianni chez eux, le laissant dormir dans l'écurie avec les chevaux.
Le lendemain, à l'aube, Gemmata se réveille et demande à son mari, qui est très pauvre, si elle peut être transformée en jument pour l'aider à labourer les champs. Le mari accepte et l'emmène chez Gianni en lui faisant part du souhait de Gemmata. Gianni saisit immédiatement l'occasion et dit à son époux que, pendant le rituel, il doit se taire et ne pas prononcer un mot. En effet, selon le sort, la partie la plus difficile est celle qui consiste à « attacher la queue de la femme ». Une fois cette étape franchie, Gianni fait déshabiller Gemmata et la met à quatre pattes, tandis qu'il s'apprête à lui faire l'amour depuis le sol. Mais pendant l'opération, le mari, tremblant de rage, se met à crier et Gianni, le visage bouleversé, déclare que le rite a échoué parce que le mari ne s'est pas tu.

### Le dernier conte de Tingoccio et Meuccio et l'achèvement de la fresque
Alors que l'élève de Giotto est sur le point d'achever son œuvre, les deux roturiers Tingoccio et Meuccio sont impatients de comprendre ce qu'il y a après la mort et surtout ce que sont le Paradis ou la sombre caverne de l'Enfer. Mais les deux roturiers sont quelque peu réticents car ils croient que c'est un péché d'avoir eu des rapports sexuels avec leurs maîtresses et n'aimeraient donc pas finir en Enfer. Tingoccio propose que celui qui meurt le premier rende visite à l'autre en rêve pour lui révéler les secrets de l'au-delà. Mais la nuit venue, alors que Meuccio s'efforce de mourir en se concentrant dans la prière, Tingoccio a un rapport sexuel avec sa maîtresse et va ensuite voir son ami pour lui raconter son aventure. Meuccio lui dit qu'il est désormais condamné, car, selon lui, il a commis un grave péché contre Dieu. Quelque temps plus tard, Tingoccio meurt et, la nuit même, il apparaît en rêve à Meuccio, qui lui demande dans quel monde il a été placé.
Tingoccio répond qu'il se trouve dans une sorte de « limbes » en attendant d'être emmené en Enfer ou au Purgatoire et que, dans cette région, il n'y a pas de punition pour avoir eu des relations avec sa maîtresse dans la vie. Il supplie alors Meuccio que les Napolitains le vénèrent et fassent célébrer des messes en son honneur afin de récolter l'argent qui l'aidera dans l'au-delà. Ravi, Meuccio court vers sa maîtresse pour exaucer ses vœux.
Pendant ce temps, dans l'église Sainte-Claire, le peintre endormi fait un rêve dans lequel la Vierge Marie lui apparaît avec l'enfant Jésus dans les bras et toute une foule d'anges et de saints. Le rêve est interrompu et le lendemain, le peintre achève enfin la fresque en reproduisant sa vision onirique, tandis que tous les frères et sacristains célèbrent l'événement.

## Fiche technique
- Titre original :  Il decameron
- Titre français : Le Décaméron
- Réalisation : Pier Paolo Pasolini, assisté de Sergio Citti
- Scénario : Pier Paolo Pasolini d'après l'œuvre de Boccace, le Décaméron (XIVe siècle)
- Décors : Dante Ferretti, Andrea Fantacci
- Costumes : Danilo Donati
- Photographie : Tonino Delli Colli
- Son : Pietro Spadoni, Gianni D'Amico, Mario Morigi
- Montage : Nino Baragli, Tatiana Casini Morigi
- Musique : Ennio Morricone
- Production : Alberto Grimaldi
- Sociétés de production[1] : Produzioni Europee Associati (PEA, Italie), Artistes Associés (France), Artemis Film (Allemagne)
- Sociétés de distribution[1] : Artistes Associés (France), Carlotta Films (vente à l'étranger)
- Pays de production :  Italie,  France,  Allemagne de l'Ouest
- Langue originale : italien
- Format : 35 mm — couleur par Technicolor — 1.85:1 — son monophonique
- Genre : comédie dramatique
- Durée : 112 minutes
- Dates de sortie : 
  - Allemagne de l'Ouest : 29 juin 1971 (Festival international du film de Berlin)
  - Italie : 15 juillet 1971 (Festival du film de Taormine)
  - France : 29 octobre 1971[2]
- Classification :
  - France : d'abord interdit aux moins de 18 ans lors de sa sortie [3] (visa d'exploitation no 37747 délivré le 15 octobre 1971), désormais interdit aux moins de 16 ans, mention Art et Essai
  - Italie : interdit aux moins de 18 ans
  - Québec : à partir de 16 ans
- Affiche : Jouineau Bourduge (France)

## Distribution
- Franco Citti (VF : Jacques Thébault) : Ser Ciappelletto (ou Cepparello) de Prato
- Ninetto Davoli (VF : Pierre Pernet) : Andreuccio de Pérouse (Andreuccio de Perugia en VO)
- Vincenzo Amato (VF : Gérard Dessalles) : Masetto de Lamporecchio, le sourd-muet
- Angela Luce (VF : Paule Emanuele) : Peronella
- Giuseppe Zigaina : frère confesseur
- Maria Gabriella Maione (sous le nom de « Gabriella Frankel ») (VF : Jocelyne Darche) : madone Fiordaliso, la fausse sœur d'Andreuccio
- Pier Paolo Pasolini (VF : René Bériard) : le peintre, élève de Giotto
- Giorgio Iovine : Lizio da Valbona
- Vincenzo Ferrigno : Giannello
- Mirella Catanesi : Gemmata
- Lino Crispo (it) : Don Gianni
- Guido Alberti (VF : Serge Nadaud) : le riche marchand
- Giacomo Rizzo (it) : Père Supérieur
- Vittorio Vittori (it) : Don Giovanni
- Giuseppe Arriglio (VF : Yves-Marie Maurin) : Lorenzo
- Elisabetta Genovese (VF : Francine Lainé) : Caterina
- Francesco Gavazzi (VF : Richard Darbois) : Riccardo
- Monique van Vooren : Reine des crânes
- Enzo Spitaleri (it) : frère
- Luciano Telli : frère
- Gianni Rizzo (VF : Serge Nadaud) : Père Supérieur
- Patrizia De Clara (it) : religieuse
- Guido Mannari : compagnon du peintre
- Giani Esposito
- Silvana Mangano (non créditée) : la Madone
- Jovan Jovanovic : Rustico (scènes supprimées)

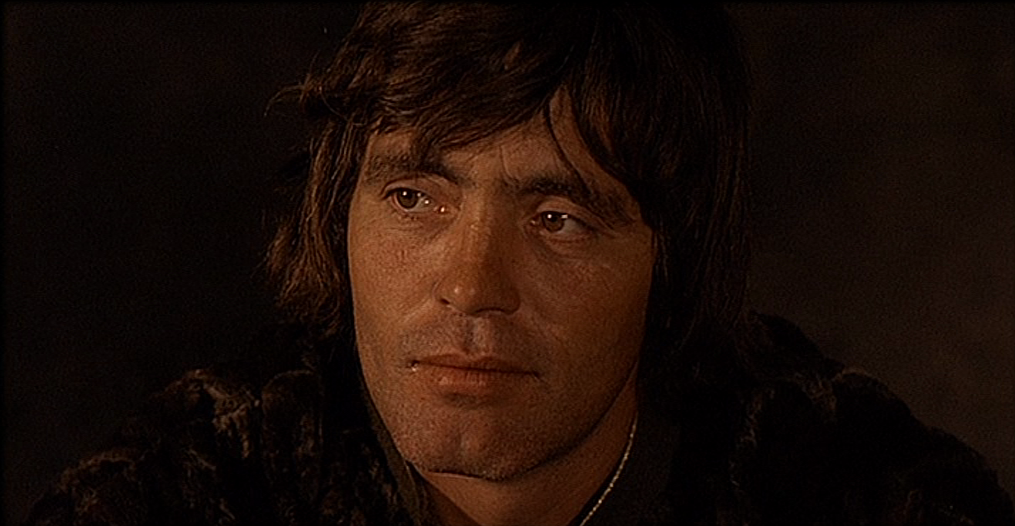
Franco Citti (Ciappelletto)
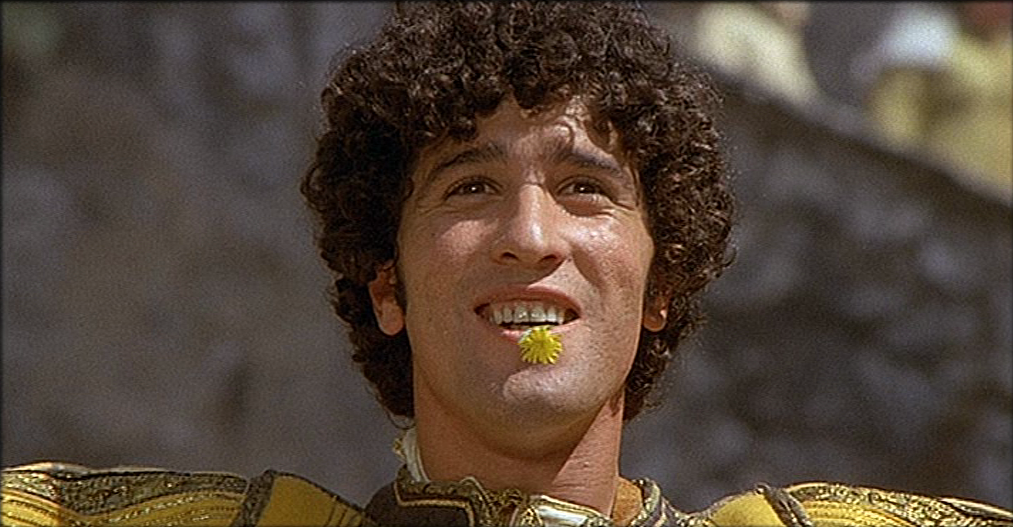
Ninetto Davoli (Andreuccio de Pérouse)
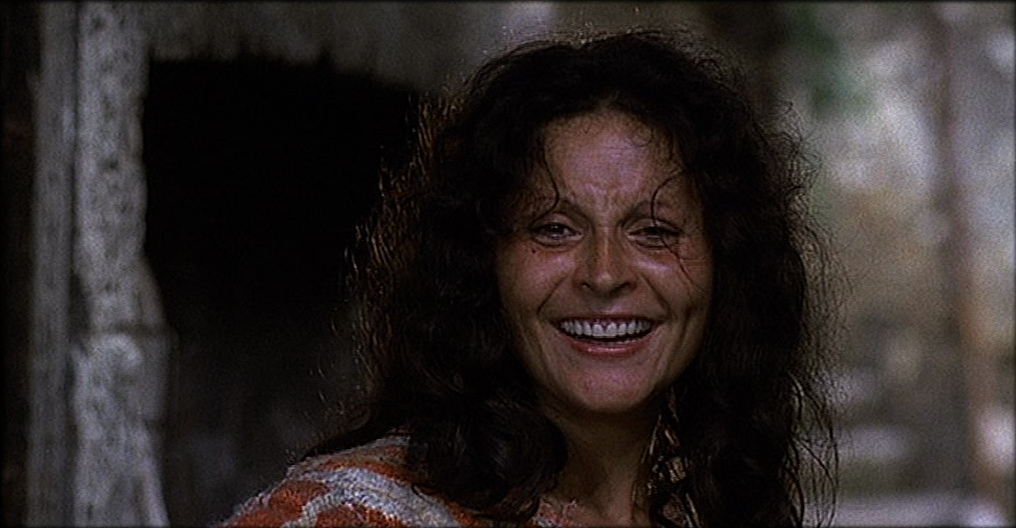
Angela Luce (Peronella)
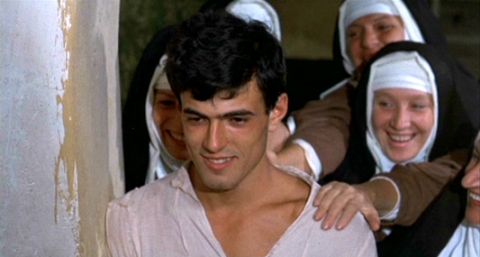
Vincenzo Amato (Masetto, le sourd-muet)
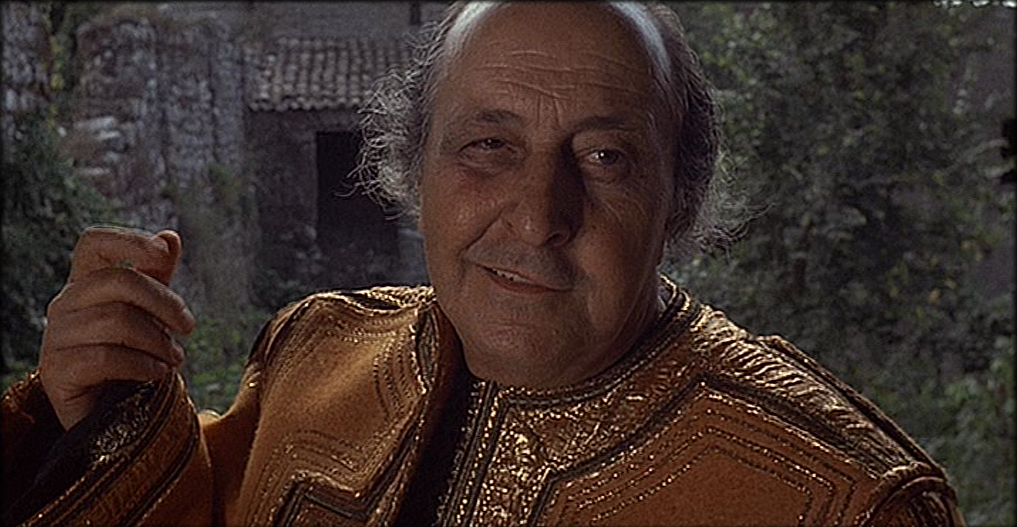
Guido Alberti (le riche marchand)
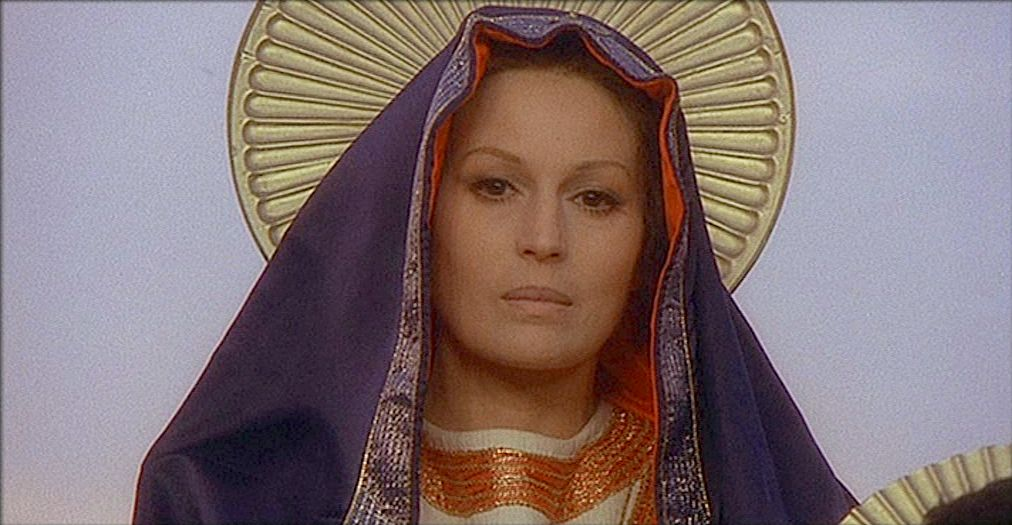
Silvana Mangano (la Madone)

## Production
Dans une lettre du printemps 1970, Pasolini explique au producteur Franco Rossellini qu'il a modifié son idée initiale de réduire l'ensemble du Décaméron à quatre ou cinq sketches ayant pour cadre la ville de Naples et qu'il souhaitait plutôt donner « une image complète et objective du Décaméron » en choisissant le plus grand nombre de récits possible. Au groupe central de contes se déroulant dans la Naples populaire, s'ajouteront d'autres contes représentant « l'esprit interrégional et international » de l'œuvre de Boccace, avec l'ambition de créer « une sorte de fresque où tout monde serait présent, entre le Moyen Âge et l'époque bourgeoise ». Le film doit durer au moins trois heures et être divisé en trois parties, chacune d'entre elles représentant une unité thématique. Le premier script élaboré par l'auteur est construit précisément sur cette structure tripartite (15 contes divisés en trois parties, chacune d'entre elles étant incluse dans une histoire-cadre, avec les protagonistes Ser Ciappelletto, Chichibio et Giotto), qui remplace l'architecture narrative complexe de l'œuvre de Boccace.
Le choix des contes est caractérisé par une extrême hétérogénéité. Seuls trois contes du Décaméron se situent à Naples et l'auteur renforce le caractère « napolitain » de son adaptation en déplaçant d'autres contes situés en Toscane dans le livre, à Naples et ses environs dans le film. Par rapport à son script original daté du 26 août 1970, Pasolini a assoupli le schéma tripartite rigide, en éliminant cinq romans « orientaux » ou « septentrionaux » et en en ajoutant deux nouveaux, et il a essayé d'équilibrer le risque d'un éclectisme excessif avec une plus grande homogénéité du lieu de l'action (napolitain et populaire).
Du scénario à la forme finale du film, le changement le plus important concerne le remplacement du schéma tripartite par le schéma bipartite : le récit-cadre de Chichibio et deux autres contes sont éliminés (dont celui d'Alibech, que Pasolini estime être d'une « grâce sublime » mais dissonant avec le reste du film. Ce conte a été supprimé dans les derniers jours du montage, si bien que les interprètes de ce conte sont tout de même mentionnés au générique). Malgré l'apparente hétérogénéité de l'intrigue, le film présente une logique interne et une certaine cohésion, à laquelle contribuent les dialogues en napolitain. À propos de ce choix linguistique, Pasolini déclare : « J'ai choisi Naples contre toute l'Italie néocapitaliste et télévisuelle garce : pas de Babel linguistique, donc, mais un pur parler napolitain ».

### Attribution des rôles
La distribution est largement composée de non-professionnels, dont le peintre Giuseppe Zigaina dans le rôle d'un frère confesseur pieux. Les deux acteurs préférés de Pasolini, Franco Citti et Ninetto Davoli, sont également présents dans les rôles respectifs de Ser Ciappelletto et Andreuccio da Perugia.
Pasolini tient lui-même le rôle d'un disciple du peintre Giotto, dans une sorte de fil conducteur qui relie les différents sketches. Il a décidé d'interpréter ce rôle après l'avoir proposé à ses amis écrivains Sandro Penna et Paolo Volponi qui l'ont refusé.

### Tournage

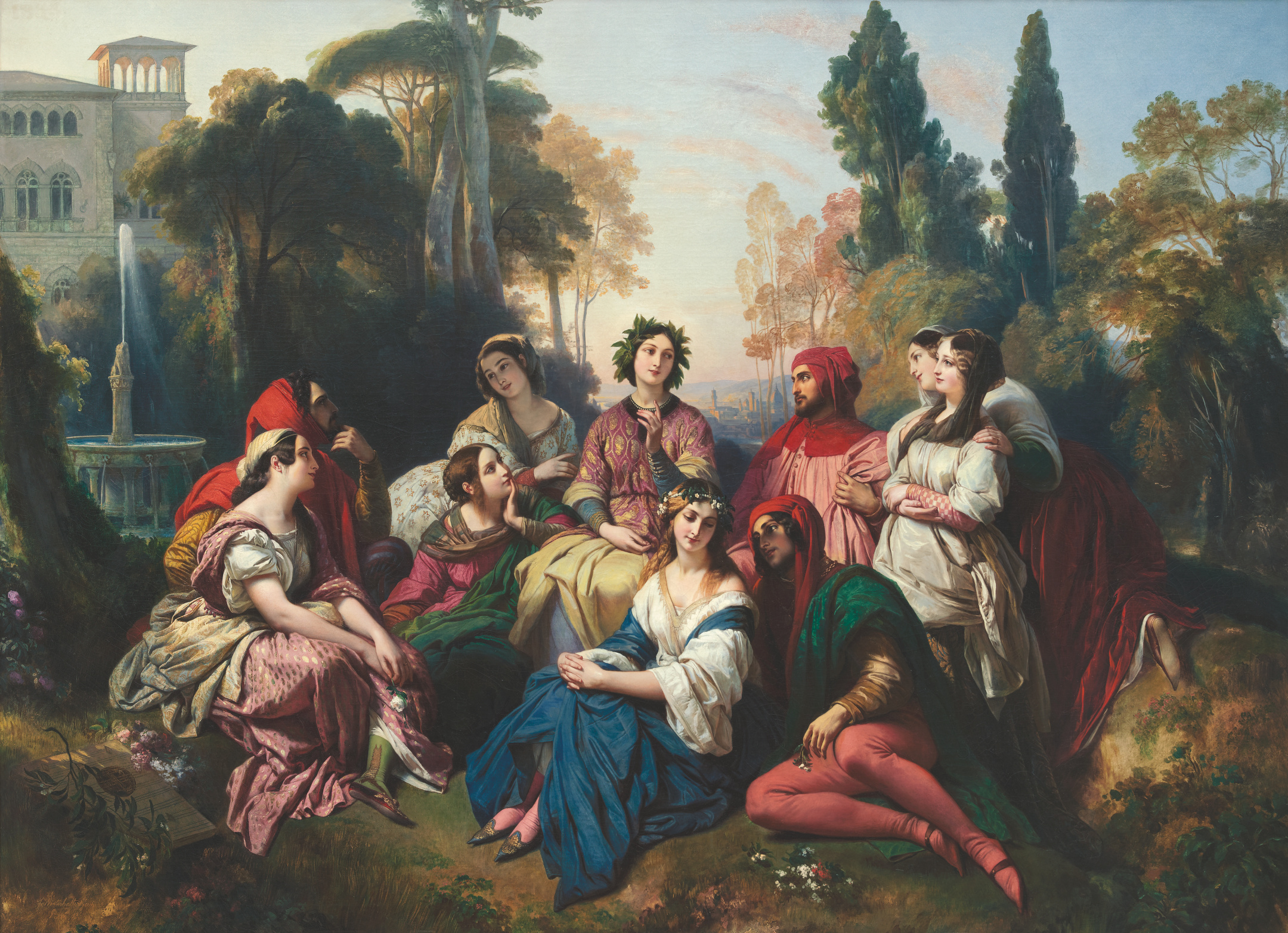
Les dix conteurs du Décaméron
Huile sur toile de Franz Xaver Winterhalter (1837).

- Période de prises de vue : septembre à octobre 1970[2].
- Intérieurs : Safa Studios (Rome, Italie).
- Extérieurs : 
  -  Italie : Amalfi, Bolzano, Bressanone, Caserte, Naples, Nepi, Ravello, Rome, Salerne, Sorrente, Vésuve, Viterbe,
  -  France : Val de Loire.

### Musique
La bande son a été compilée par Ennio Morricone. Elle est composée principalement d'authentiques chansons populaires napolitaines. L'album Italian Folk Music, Vol.5 : Naples and Campania compilé par Alan Lomax pour Folkways Records a été largement utilisé. La chanson Canto Delle Lavandaie Del Vomero est chantée pendant le conte d'Andreuccio. Voici une liste des airs utilisés dans ce film par Morricone :
- Zesa Viola o La Zita in cerca di un marito - jouée sur le générique de début.
- Serenata popolare campana - jouée à l'accordéon dans la rue où Andreuccio se promène.
- Canto Delle Lavandaie Del Vomero - chanté par un chanteur de rue dans le récit d'Andreuccio
- Canto delle olivare - entendu fréquemment en fond sonore pendant le conte de Sir Ciapalletto
- Fenesta ca Lucive - chantée par Ser Ciappalletto et ses hôtes napolitains. Également chantée par l'un des hôtes du moine.
- Ninna nanna popolare campana - entendue lorsque Lisbetta pleure Lorenzo.
- Un chœur se fait entendre dans les scènes de l'église. Le Kyrie Eleison de la Messe de Tournai orchestré par Konrad Ruhland est utilisé pendant le rêve de Ser Ciappalletto dans lequel des moines jouant avec des crânes et Veni Sancte Spiritus est utilisé pendant la vision de Meuccio.

## Exploitation
Le film est un immense succès en Italie. Il enregistre 11 167 557 entrées et rapporte environ quatre milliards et demi de lires, se plaçant en deuxième position derrière On continue à l'appeler Trinita au box-office Italie 1971-1972. Il occupe la 25e place au classement des plus gros succès de tous les temps dans les salles italiennes.

### Distinctions

#### Récompense
- Berlinale 1971 : Ours d'argent (prix spécial du jury)

#### Nomination
- Syndicat national des journalistes cinématographiques italiens 1972 : Tonino Delli Colli nommé pour le Ruban d'argent de la meilleure photographie.